# Caporciano
Caporciano é uma comuna italiana da região dos Abruzos, província de Áquila, com cerca de 265 habitantes. Estende-se por uma área de 18 km², tendo uma densidade populacional de 15 hab/km². Faz fronteira com Acciano, Carapelle Calvisio, Fagnano Alto, Fontecchio, Navelli, Prata d'Ansidonia, San Pio delle Camere, Tione degli Abruzzi.

## Demografia
| Variação demográfica do município entre 1861 e 2011                               |
|                                                                                   |
| Fonte: Istituto Nazionale di Statistica (ISTAT) - Elaboração gráfica da Wikipedia |